# Escrime aux Jeux africains de 2019
Navigation
2015
Les compétitions d'escrime aux Jeux africains de 2019 ont lieu du 26 au 30 août 2019 au Centre national des sports Moulay Rachid à Salé, au Maroc.  

## Médaillés

### Hommes
| Épée individuelle   | Houssam El Kord (MAR)                                                       | Ahmed El-Sayed (EGY)                                              | Mohammed Yasseen (EGY)                                                                 |  |  |  |
| Épée individuelle   | Houssam El Kord (MAR)                                                       | Ahmed El-Sayed (EGY)                                              | Satyadev Gunput (MRI)                                                                  |  |  |  |
| Épée par équipes    | Égypte Mahmoud Mohsen Ahmed El-Sayed Mohamed El-Sayed Mohammed Yasseen      | Maroc Abdelkarim El Houari Houssam El Kord Omar Nahi Aissam Rami  | Libye Abdussalam Abujtela Abdulmalek Al Ghadi Khaled Buhdeima                          |  |  |  |
| Épée par équipes    | Égypte Mahmoud Mohsen Ahmed El-Sayed Mohamed El-Sayed Mohammed Yasseen      | Maroc Abdelkarim El Houari Houssam El Kord Omar Nahi Aissam Rami  | Sénégal Sylvain Robert Gandon Saliou Gueye Bourama Keba Sagnan Amadou Moustapha Diagne |  |  |  |
|                     |                                                                             |                                                                   |                                                                                        |  |  |  |
| Fleuret individuel  | Alaaeldin Abouelkassem (EGY)                                                | Mohamed Ayoub Ferjani (TUN)                                       | Mohamed Samandi (TUN)                                                                  |  |  |  |
| Fleuret individuel  | Alaaeldin Abouelkassem (EGY)                                                | Mohamed Ayoub Ferjani (TUN)                                       | Mohamed Desouky (EGY)                                                                  |  |  |  |
| Fleuret par équipes | Égypte Alaaeldin Abouelkassem Mohamed Ashour Mohamed Desouky Youssef Moussa | Tunisie Mohamed Ayoub Ferjani Mohamed Aziz Metoui Mohamed Samandi | Côte d'Ivoire Bedi Beugré Jeremy Fafa Keryhuel Sindou Koné                             |  |  |  |
| Fleuret par équipes | Égypte Alaaeldin Abouelkassem Mohamed Ashour Mohamed Desouky Youssef Moussa | Tunisie Mohamed Ayoub Ferjani Mohamed Aziz Metoui Mohamed Samandi | Maroc Ahmed El Akkad Brahim El Hayane Haitam Khalil Saad Marhoumi                      |  |  |  |
|                     |                                                                             |                                                                   |                                                                                        |  |  |  |
| Sabre individuel    | Farès Ferjani (TUN)                                                         | Medhat Moataz (EGY)                                               | Mohab Samer (EGY)                                                                      |  |  |  |
| Sabre individuel    | Farès Ferjani (TUN)                                                         | Medhat Moataz (EGY)                                               | Ahmed Ferjani (TUN)                                                                    |  |  |  |
| Sabre par équipes   | Égypte Mohamed Abdelaal Mazen Elarb Medhat Moataz Mohab Samer               | Tunisie Ahmed Ferjani Fares Ferjani Hichem Smandi                 | Mali Boubacar Ballo Gaoussou Coulibaly Abdoul Kafar Kane Mahamadou Samake              |  |  |  |
| Sabre par équipes   | Égypte Mohamed Abdelaal Mazen Elarb Medhat Moataz Mohab Samer               | Tunisie Ahmed Ferjani Fares Ferjani Hichem Smandi                 | Sénégal Amadou Moustapha Diagne Babacar Diop Gaye Babacar Sadikh Ngor Keita            |  |  |  |

### Femmes
| Épée individuelle   | Sarra Besbes (TUN)                                             | Sara Nounou (EGY)                                          | Nardin Ehab (EGY)                                                  |  |  |  |
| Épée individuelle   | Sarra Besbes (TUN)                                             | Sara Nounou (EGY)                                          | Salimata Sabaly (SEN)                                              |  |  |  |
| Épée par équipes    | Égypte Nardin Ehab Rodaina Gaafar Aya Mahdy Sara Nounou        | Tunisie Sarra Besbes Nesrine Ghrib Nour El Houda Mami      | Maroc Saadia Bastos Camélia El Kord Bouchra Mabrouki Afaf Rakib    |  |  |  |
| Épée par équipes    | Égypte Nardin Ehab Rodaina Gaafar Aya Mahdy Sara Nounou        | Tunisie Sarra Besbes Nesrine Ghrib Nour El Houda Mami      | Sénégal Ndeye Binta Diongue Aminata Koulada Sabaly Salimata Sabaly |  |  |  |
|                     |                                                                |                                                            |                                                                    |  |  |  |
| Fleuret individuel  | Inès Boubakri (TUN)                                            | Noha Hany (EGY)                                            | Yara El Sharkawy (EGY)                                             |  |  |  |
| Fleuret individuel  | Inès Boubakri (TUN)                                            | Noha Hany (EGY)                                            | Youssra Zakarani (MAR)                                             |  |  |  |
| Fleuret par équipes | Égypte Shahd Ahmed Yara El Sharkawy Noha Hany Noura Mohamed    | Tunisie Sarra Afi Inès Boubakri Fatma Sethom               | Maroc Oumaima Atif Douaa Foudali Manal Karmaoui Youssra Zakarani   |  |  |  |
| Fleuret par équipes | Égypte Shahd Ahmed Yara El Sharkawy Noha Hany Noura Mohamed    | Tunisie Sarra Afi Inès Boubakri Fatma Sethom               | Togo Kossiwavi Adamenou Charlène Anadi Abla Françoise Koutoglo     |  |  |  |
|                     |                                                                |                                                            |                                                                    |  |  |  |
| Sabre individuel    | Nada Atawia (EGY)                                              | Nour Hassaballah (EGY)                                     | Jeanne Frebault (COD)                                              |  |  |  |
| Sabre individuel    | Nada Atawia (EGY)                                              | Nour Hassaballah (EGY)                                     | Lina Aly (EGY)                                                     |  |  |  |
| Sabre par équipes   | Égypte Logayn Alfaramawe Lina Aly Nada Atawia Nour Hassaballah | Maroc Lamiaa Hanan Chadan Jaber Imane Kasbaoui Manal Saraa | Togo Kossiwavi Adamenou Charlène Anadi Françoise Koutoglo          |  |  |  |

## Tableau des médailles
| Rang  | Nation                           | Or | Argent | Bronze | Total |
| ----- | -------------------------------- | -- | ------ | ------ | ----- |
| 1     | Égypte                           | 8  | 5      | 6      | 19    |
| 2     | Tunisie                          | 3  | 5      | 2      | 9     |
| 3     | Maroc                            | 1  | 2      | 4      | 7     |
| 4     | Sénégal                          | 0  | 0      | 4      | 4     |
| 5     | Togo                             | 0  | 0      | 2      | 2     |
| 6     | Côte d'Ivoire                    | 0  | 0      | 1      | 1     |
| 6     | Libye                            | 0  | 0      | 1      | 1     |
| 6     | Maurice                          | 0  | 0      | 1      | 1     |
| 6     | République démocratique du Congo | 0  | 0      | 1      | 1     |
| Total | Total                            | 12 | 12     | 23     | 41    |